# Asio abyssinicus
Bufo-abissínio ou mocho-da-abissínia (Asio abyssinicus) é uma espécie de ave estrigiforme pertencente à família Strigidae.